# 약콤팩트 기수
집합론에서 약콤팩트 기수(弱compact基數, 영어: weakly compact cardinal)는 그 만큼 무한한 수의 항들의 논리합 및 제한 기호 {\displaystyle \forall }를 사용하는 무한 논리에서, 약한 형태의 콤팩트성 정리가 성립하는 기수이다. 큰 기수의 하나이다.

## 정의
비가산 기수에 대하여, 다음 조건들이 서로 동치이며, 이를 만족시키는 기수를 약콤팩트 기수라고 한다.
- {\displaystyle [\kappa ]^{2}=\{S\subset \kappa \colon |S|=2\}}라고 하자. 그렇다면 임의의 함수 {\displaystyle f\colon [\kappa ]^{2}\to \{0,1\}}에 대하여, {\displaystyle [S]^{2}\subset f^{-1}(0)} 또는 {\displaystyle [S]^{2}\subset f^{-1}(1)}인 {\displaystyle S\subset \kappa }가 존재한다.
- 크기가 {\displaystyle \kappa }인 임의의 전순서 집합은 순서형이 {\displaystyle \kappa }인 정렬 부분 집합을 갖는다.
- (확장성 영어: extension property) 임의의 {\displaystyle U\subset V_{\kappa }}에 대하여, 다음 조건을 만족시키는 추이적 집합 {\displaystyle X} 및 그 부분집합 {\displaystyle S\subset X}가 존재한다.
  - {\displaystyle (V_{\kappa },\in ,U)}는 {\displaystyle (X,\in ,S)}의 기본적 부분 구조이다. 여기서 {\displaystyle U}와 {\displaystyle S}는 (같은) 1항 관계로 여긴다.
- 무한 논리 {\displaystyle L_{\kappa ,\kappa }}는 약한 콤팩트성 정리를 만족시킨다. 즉, 다음이 성립한다. 임의의 이론 {\displaystyle {\mathcal {T}}\subset L_{\kappa ,\kappa }}에 대하여, 만약 {\displaystyle |{\mathcal {T}}|\leq \kappa }라면 다음 두 조건이 서로 동치이다.
  - 만약 모든 {\displaystyle {\mathcal {S}}\subset {\mathcal {T}}}에 대하여, {\displaystyle |{\mathcal {S}}|<\kappa }라면 {\displaystyle {\mathcal {M}}_{\mathcal {S}}\models {\mathcal {S}}}인 구조 {\displaystyle {\mathcal {M}}_{\mathcal {S}}}가 존재한다.
  - {\displaystyle {\mathcal {M}}\models {\mathcal {T}}}인 구조 {\displaystyle {\mathcal {T}}}가 존재한다.
- 무한 논리 {\displaystyle L_{\kappa ,\omega }}는 약한 콤팩트성 정리를 만족시킨다.

## 성질
모든 말로 기수(영어: Mahlo cardinal)는 약콤팩트 기수이다. (따라서 모든 도달 불가능한 기수는 약콤팩트 기수이다.) 모든 강콤팩트 기수는 약콤팩트 기수이다.

## 역사
에르되시 팔과 알프레트 타르스키가 도입하였다.

## 같이 보기
- 강콤팩트 기수
- 무한 논리
- 콤팩트성 정리